# Heather Wallace (Squashspielerin)
Heather Wallace (* 4. Dezember 1961 in Kitwe, Sambia) ist eine ehemalige schottisch-kanadische Squashspielerin.

## Karriere
Heather Wallace spielte von 1983 bis 1996 auf der WISPA Tour, auf der sie drei Titel gewann. Ihre höchste Platzierung in der Weltrangliste erreichte sie mit Rang fünf im Mai 1986. Ihre besten Resultate bei Weltmeisterschaften im Einzel war das Erreichen des Viertelfinals. Dies gelang ihr 1983, 1985 und 1992. 1983 und 1985 spielte sie dabei unter schottischer Flagge. Bei den Panamerikanischen Spielen gewann sie 1995 die Goldmedaillen im Einzel und mit der kanadischen Mannschaft. Mit der kanadischen Nationalmannschaft nahm sie 1990, 1992, 1994, 1996 und 1998 an Weltmeisterschaften teil. Sie wurde von 1982 bis 1985 viermal in Folge schottische Landesmeisterin sowie 1987 bis 1997 elfmal in Folge kanadische Landesmeisterin.

## Erfolge
- Gewonnene WSA-Titel: 3
- Panamerikanische Spiele: 2 × Gold (Einzel und Mannschaft 1995), 2 × Bronze (Einzel und Doppel 2011)
- Kanadische Meisterin: 11 Titel (1987–1997)
- Schottische Meisterin: 4 Titel (1982–1985)